# The Opposite Sphere
The Opposite Sphere (svenska: Motsatta sfären), allmänt kallad Rostbollen, är en 8 meter hög och 17,5 ton tung skulptur av rosttrögt stål, placerad i Notviksrondellen där riksväg 97 anländer till Luleå. Skulpturen ska symbolisera Luleå som stålstad och är formgiven av Dan Lestander, Ricky Sandberg, Jan-Erik Falk samt Eva Gun Jensen. Skulpturen är uppbyggd av 200 stålplåtar som valsats i Borlänge, klippts till i Degerfors och monterats ihop i Luleå.

## Historia
Ursprungligen byggdes konstverket i snö, fyra meter i diameter. Denna skulptur belönades då med guld vid OS i Albertville 1992.  Skulpturen i Notviksrondellen är dubbelt så hög; åtta meter i diameter. Den konstruerades med hjälp av Mats Eriksson på Relitor Engineering AB, och är gjord i den rosttröga plåtkvaliteten Domex till en kostnad 1 000 000 kronor.

## Citat

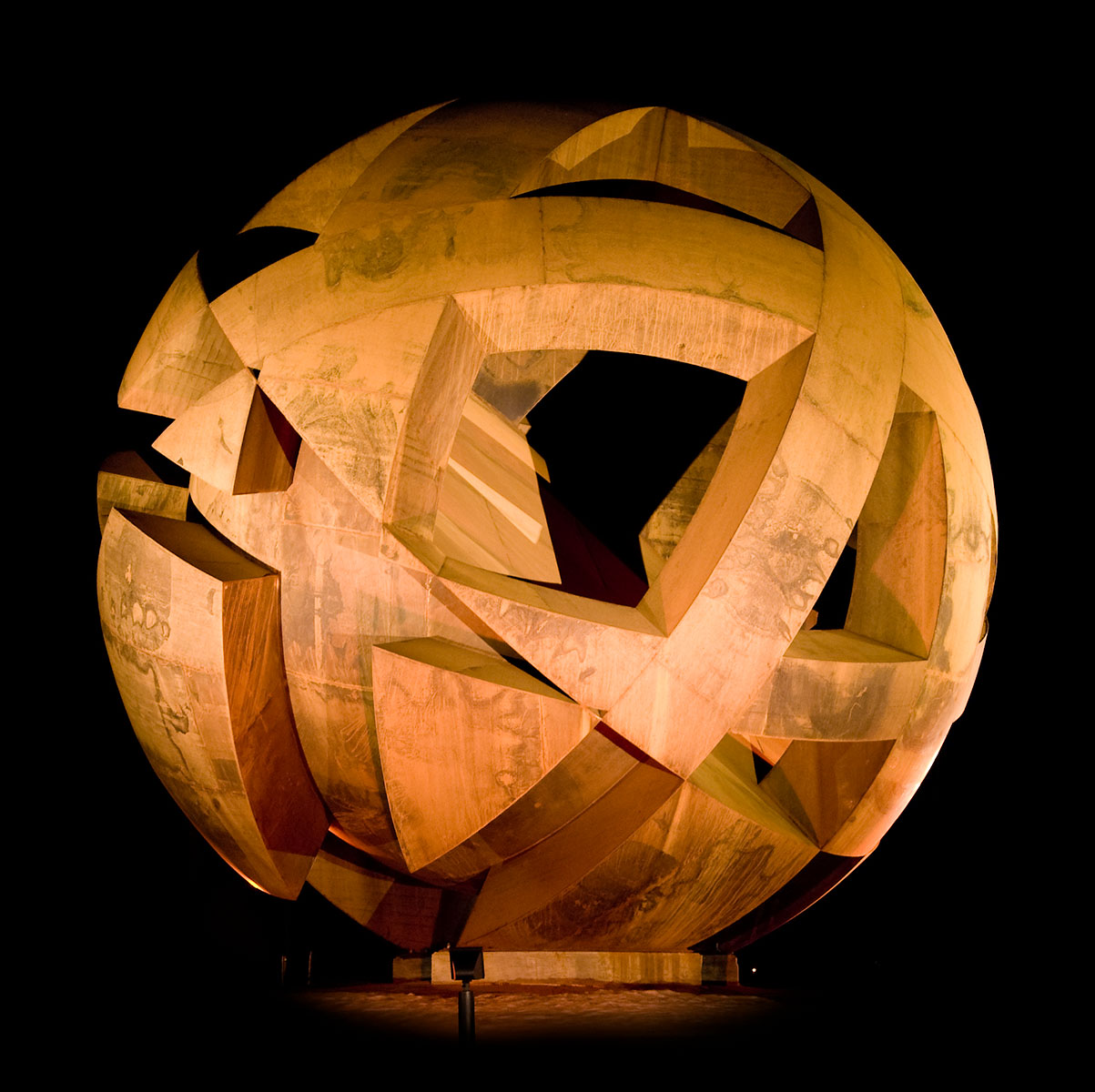
The Opposite Sphere i nattbelysning

| ” | The Opposite Sphere handlar om olikheter och motsatser som tillsammans bildar en helhet. Allt som lever och finns till söker en väg in i framtiden, ett sökande efter den andra delen eller den saknade motpolen som ska göra oss hela.Från den minsta atom till universums planeter, alla kulturer, folkslag och ideologier, allt rör sig i banor. Ett gigantiskt kretslopp, där olikheter fungerar som motpoler vilka behövs för att sluta cirkeln. | „ |

| ” | Kretsloppet finns också uttryckt på skulpturen, men den ter sig olika beroende på vilket håll man kommer från. | „ |